# Monomorium effractor
Monomorium effractor é uma espécie de insecto da família Formicidae.
É endémica de Índia.